# Jan Roothaan
Jan Philipp Roothaan SJ (ur. 23 listopada 1785 w Amsterdamie, zm. 8 maja 1853 w Rzymie) – holenderski jezuita, 21. Przełożony Generalny Towarzystwa Jezusowego.

## Wczesne lata i formacja
Urodził się w rodzinie byłych kalwinistów, którzy wyemigrowali z Frankfurtu do Amsterdamu, gdzie przeszli na katolicyzm. W wieku 16 lat Jan Philipp, najmłodszy z trzech braci, ukończył gimnazjum w rodzinnych mieście. Następnie kontynuował naukę w Athenaeum Illustre pod kierunkiem prof. Dawida Jacoba van Lennepa. Jako ministrant w kościele de Krijtberg w Amsterdamie, młody Roothaan spotkał byłych jezuitów (kasata!). Gdy zgłosił chęć wstąpienia do zakonu, posłali go do Rosji. W 1804 opuścił kraj, aby wstąpić do Towarzystwa Jezusowego, które trwając w Rosji, zyskało aprobatę Piusa VII w 1801. Po skończeniu nowicjatu w Dyneburgu, na Łotwie, pozostał tam na trzy lata, aby uczyć w gimnazjum (1806-09). Opanował wówczas perfekcyjnie język polski, znał również język francuski, klasyczną łacinę, grekę i hebrajski. Studiował następnie filozofię i teologię w Połocku. W 1812 otrzymał święcenia kapłańskie.

## Kariera
Następne cztery lata (1812-16) spędził jako nauczyciel retoryki w Puszy. Były to lata kampanii rosyjskiej Napoleona i przywrócenia przez Piusa VII Towarzystwa Jezusowego na świecie (1814). Kolejne cztery lata (1816-20) przepracował Roothaan jako nauczyciel i duszpasterz w Orszy. W 1819 złożył profesję zakonną, a w rok później musiał wraz z innymi jezuitami opuścić Rosję (1820). Dotarł do Brig-Glis w Szwajcarii, gdzie uczył retoryki przez kolejne trzy lata. Został mianowany rektorem nowo powstałego kolegium w Turynie i wkrótce potem wiceprowincjałem Włoch (1829).

## XXI Kongregacja Generalna
Po śmierci Luigiego Fortisa, zwołano XXI Kongregację Generalną, na której, 9 lipca 1829 (w czwartym głosowaniu), wybrano Jan Philippa Roothaana na Przełożonego Generalnego. Zaleceniem kongregacji było, aby generał wzmacniał i stabilizował odradzające się Towarzystwo: nie spieszył się z otwieraniem nowych szkół, wzmocnił duchową i intelektualną formację jezuitów, wznowił dawne praktyki (roczne listy sprawozdawcze, kongregacje prokuratorów co trzy lata, itd), utrzymał łacinę jako język oficjalnej komunikacji, przestrzegał ściśle reguł dopuszczania do profesji, itd.

## Przełożony Generalny
- Zasługą Roothaana jest utrzymanie i wzrost duchowy Towarzystwa. Temu poświęcił 9 z 11 oficjalnych listów do Towarzystwa. W pierwszym wydanym zaraz po objęciu urzędu zawarł w tytule program: De amore Societatis et Instituti nostri (1830). By to osiągnąć sam zaangażował się w nową edycję Ćwiczeń duchownych św. Ignacego, uzupełniają je o wstęp i noty wyjaśniające.
- W 1832 wydał nowe Ratio Studiorum będące efektem pracy specjalnej komisji pracującej w Rzymie (1830-31). Czas jednak nie był najlepszy na reformę szkolnictwa. Choć tekst odwoływał się do tradycji, to nowości były z założenia podejrzane o liberalizm.
- Roothaan wzmocnił aktywność apostolską zakonu. W liście De missionum exterarum desiderio (1833) wezwał ochotników na misje zagraniczne. Na koniec jego rządów (1853) było 1014. jezuitów na misjach w Ameryce, Afryce i Azji.
- Tradycyjne posługi, tj. kaznodziejstwo, misje ludowe, również zyskały poparcie. Gdy w 1837 wybuchła w Rzymie epidemia cholery, posłał jezuitów, aby zorganizowali pomoc cierpiącym.
- Na polu intelektualnym: wznowiono badania historyczne (Bollandyści), zaczęło wychodzić pismo La Civiltà Cattolica, powróciły spory wokół poglądów jezuitów, np. wokół filozofa Antonio Rosminiego (obecnie błogosławionego).

## W drodze
Były to trudne czasy dla jezuitów wypędzanym z różnych krajów. Szczególnie dotkliwą była rewolucja w 1848. Roothaan posłał list podtrzymujący na duchu w obliczu udręki. Sam musiał opuścić Rzym na dwa lata, w czasie trwania Republiki Rzymskiej. Stało się to okazją do odwiedzenia wspólnot jezuickich we Francji, Belgii, Holandii, Anglii i Irlandii. Po powrocie podupadł na zdrowiu, zaczął tracić siły i stało się jasne, że dobiega swych dni. Po 24 latach kierowania Towarzystwem zmarł 8 maja 1853 w Rzymie.

## Ocena
Podczas jego rządów liczba jezuitów wzrosła z 2137 do 5209, a liczba szkół z 55 do 100.
Wysoce utalentowany i zdolny administrator troszczył się o odnowę duchową zakonu. Jako związany ściśle ze Stolicą Apostolską nie sprzyjał nowym ideom społeczno-politycznym pojawiającym się w połowie XIX w.